# Mokka
Mokka – miasto w Jemenie, port nad Morzem Czerwonym, który do XIX wieku obsługiwał Sanę; później stracił znaczenie, a jego funkcje przejęły Al-Hudajda i Aden. Od nazwy miasta kawa mokka.